# アル・ソーントン
ウィリー・アルフォード・ソーントン（Willie Alford Thornton、1983年12月7日 - ）はアメリカ合衆国・ジョージア州ペリー出身のバスケットボール選手。ポジションはパワーフォワード、スモールフォワード。203cm、100kg。

## 経歴

### カレッジキャリア
ペリー高校卒業後、フロリダ州立大学に進学。ソーントンの大学生活は試合には参加できない練習生であるレッドシャツとして始まった。2003-04シーズンからは正式に選手として登録された。最初の2年間は控え選手だったが、3年目の2005-06シーズンからは先発に抜擢され、チームの大黒柱として活躍。16.1得点6.9リバウンドの成績を記録した。翌2006-07シーズンには19.7得点7.2リバウンドの成績を残し、カンファレンスの得点王となった。AP通信選出オールアメリカンのサードチームにも選ばれている。カレッジ通算でFG成功率52.8%、3Pシュート成功率45.1%、フリースロー成功率70.1%と高いシュート力を誇った。

### NBAキャリア
大学卒業後、2007年のNBAドラフトにエントリーし、1巡目17位指名でロサンゼルス・クリッパーズに入団した。このシーズンのクリッパーズは大黒柱のエルトン・ブランドがほぼ全休するなど、パワーフォワードのポジションが極端に不足していた。そのためルーキーのソーントンにも多くの出場時間が割かれ、ソーントンはその期待に応えた。ルーキーイヤーとなった2007-08シーズンは12.4得点5.1リバウンドを記録し、オールルーキーファーストチームに選ばれた。
翌2008-09シーズンもクリッパーズは大量の故障者に悩まされたため、ソーントンには更なる出場機会に恵まれ、このシーズンはチーム2番目の平均16.8得点をあげている。
しかし、NBAには定着することが出来ず、その後はワシントン・ウィザーズ、ゴールデンステート・ウォリアーズでプレーした後は海外リーグでプレーしている。

### Bリーグキャリア
2019年2月､島根スサノオマジックに入団することが発表された。